# Suppression des feux de friches
 (février 2022).
Le contenu est difficilement compréhensible vu les erreurs de traduction, qui sont peut-être dues à l'utilisation d'un logiciel de traduction automatique.
 (24 février 2022).
La suppression des feux de friches (en anglais : Wildfire suppression) est une gamme de tactiques de lutte contre l'incendie utilisées pour supprimer les feux de friches, ou feux incontrôlés.
Les feux de friches (en anglais : wildfires) sont des incendies imprévus qui se produisent dans les terres naturelles (sauvages) comme les forêts, les parcours ou les prairies. Ces événements extrêmes sont courants dans l'ouest des États-Unis, se produisant généralement en été et en automne.
La suppression des feux de friches nécessite des techniques, des équipements et une formation différents de la lutte contre les incendies dans les zones peuplées. Travaillant en conjonction avec des aéronefs spécialement conçus (avions et hélicoptères bombardiers d'eau), les équipes formées aux feux de friches éteignent les feux et construisent des pare-feux pour protéger les ressources et les zones naturelles. Cette problématique implique également la question de l'interface entre les zones naturelles et les zones urbaines, où les zones peuplées bordent les terres naturelles.
Aux États-Unis et dans d'autres pays, la suppression agressive des feux de friche destinée à minimiser les incendies a contribué à l'accumulation de matières combustibles, augmentant le risque d'incendies de grande ampleur et catastrophiques,,,,,,,,.

## Histoire

### Australie
Les feux de friche, connus en Australie sous le nom de bush fire, ont joué un rôle majeur en Australie en raison des conditions arides. Les services d'incendie notables chargés de la suppression des feux de friches comprennent le National Parks and Wildlife Service (NSW), le New South Wales Rural Fire Service (en), le South Australian Country Fire Service (en) et le Victorian Department of Environment, Land, Water and Planning (en) et le Country Fire Authority,,.

### Canada
Le Canada compte environ 3 964 000 km2 de terres forestières. 75 pour cent de cette superficie est constituée de forêts boréales, composée principalement de conifères. Plus de 90 pour cent des terres forestières canadiennes appartient à l'État et les gouvernements provinciaux et territoriaux sont responsables des activités d'extinction des incendies. Le centre interservices des feux de forêt du Canada (CIFFC ou Federal Canadian Interagency Forest Fire Centre) fournit des services opérationnels de lutte contre les incendies et des liens avec tous les organismes provinciaux et territoriaux de lutte contre les incendies.
Au cours d'une année typique, il y a plus de 9 000 feux de forêt au Canada, brûlant en moyenne 2,5 millions d'hectares (ha) ou 25 000 km2. Le nombre d'incendies et la superficie brûlée peuvent varier considérablement d'une année à l'autre. Les coûts moyens de suppression sont de 500 millions à 1 milliard de dollars par an.
Au Canada, les deux tiers de tous les feux de friches sont causés par des personnes, le tiers restant causé par la foudre. Malgré cela, les feux de foudre représentent plus de 85 pour cent de la superficie incendiée au Canada, en grande partie parce que bon nombre des incendies causés par la foudre se produisent dans des régions éloignées et inaccessibles. Actuellement, environ 90 % des feux de friches sont combattus. En général, les incendies à proximité des communautés, des infrastructures industrielles et des forêts à forte valeur commerciale et récréative sont hautement prioritaires pour les efforts de suppression. Dans les régions éloignées et les parcs naturels, les incendies peuvent être laissés à brûler dans le cadre du cycle écologique naturel du feu.

### États-Unis

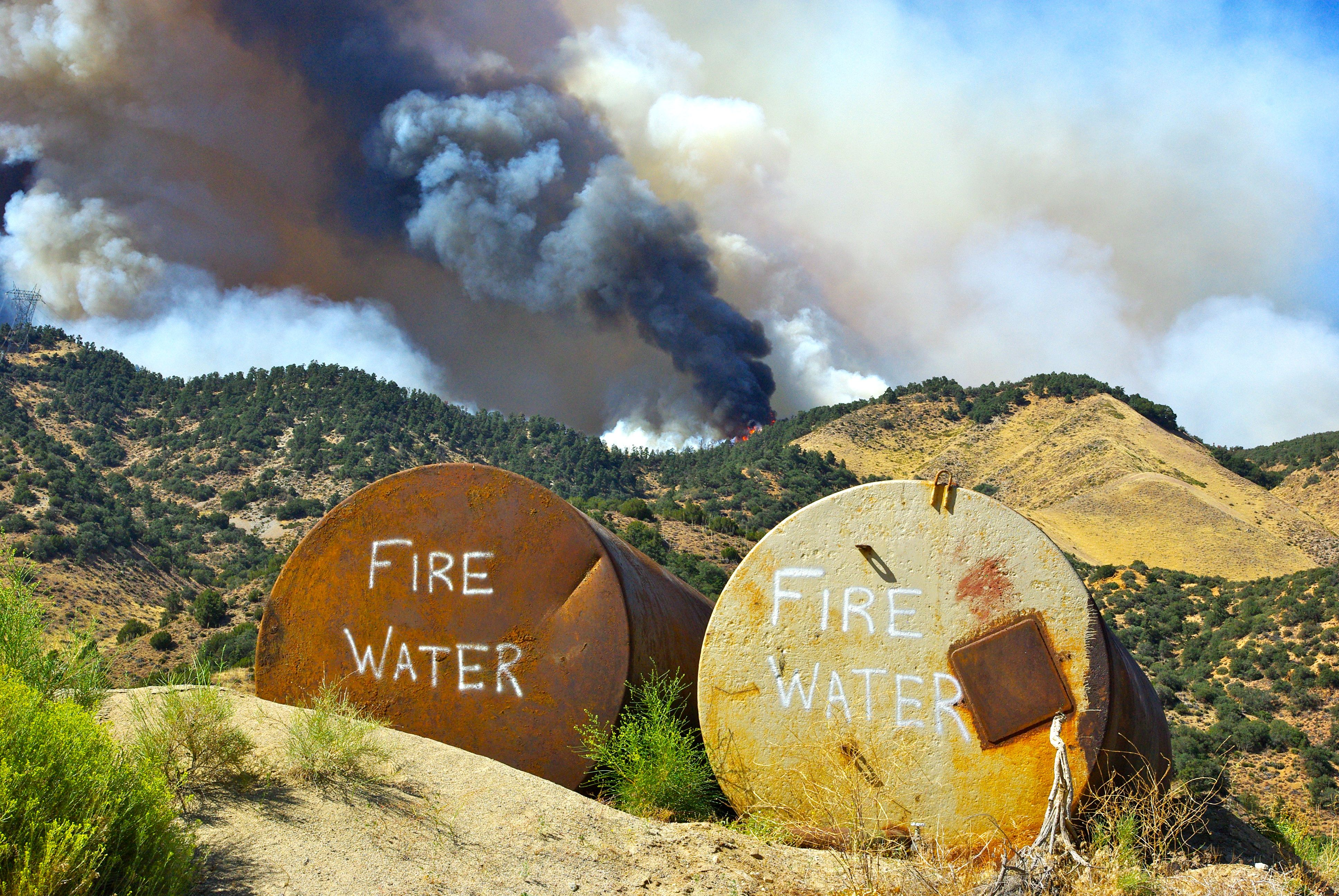
Des réservoirs remplis d'eau attendent une utilisation possible car un feu brûle sur la crête d'une colline à Lebec, 2010.

La suppression des feux de friches aux États-Unis a une histoire longue et variée. Pendant la majeure partie du XXe siècle, toute forme d'incendie de friche, qu'elle soit d'origine naturelle ou non, a été rapidement supprimée par crainte d'incendies incontrôlables et destructeurs tels que l'incendie de Peshtigo en 1871 et le Great Fire (en) en 1910. Dans les années 1960, les politiques régissant la suppression des feux de friches ont changé, en raison d'études écologiques nouvelles qui ont reconnu le feu comme un processus naturel nécessaire à une nouvelle croissance. Aujourd'hui, les politiques préconisant la suppression complète des incendies ont été échangées contre des politiques encouragent l'utilisation des feux de forêt, ou le fait de permettre au feu d'agir comme un outil, comme dans le cas des brûlages dirigés. Les coûts moyens de suppression sont de 4 à 4,5 milliards de dollars par an.

## Objectifs

### Sécurité

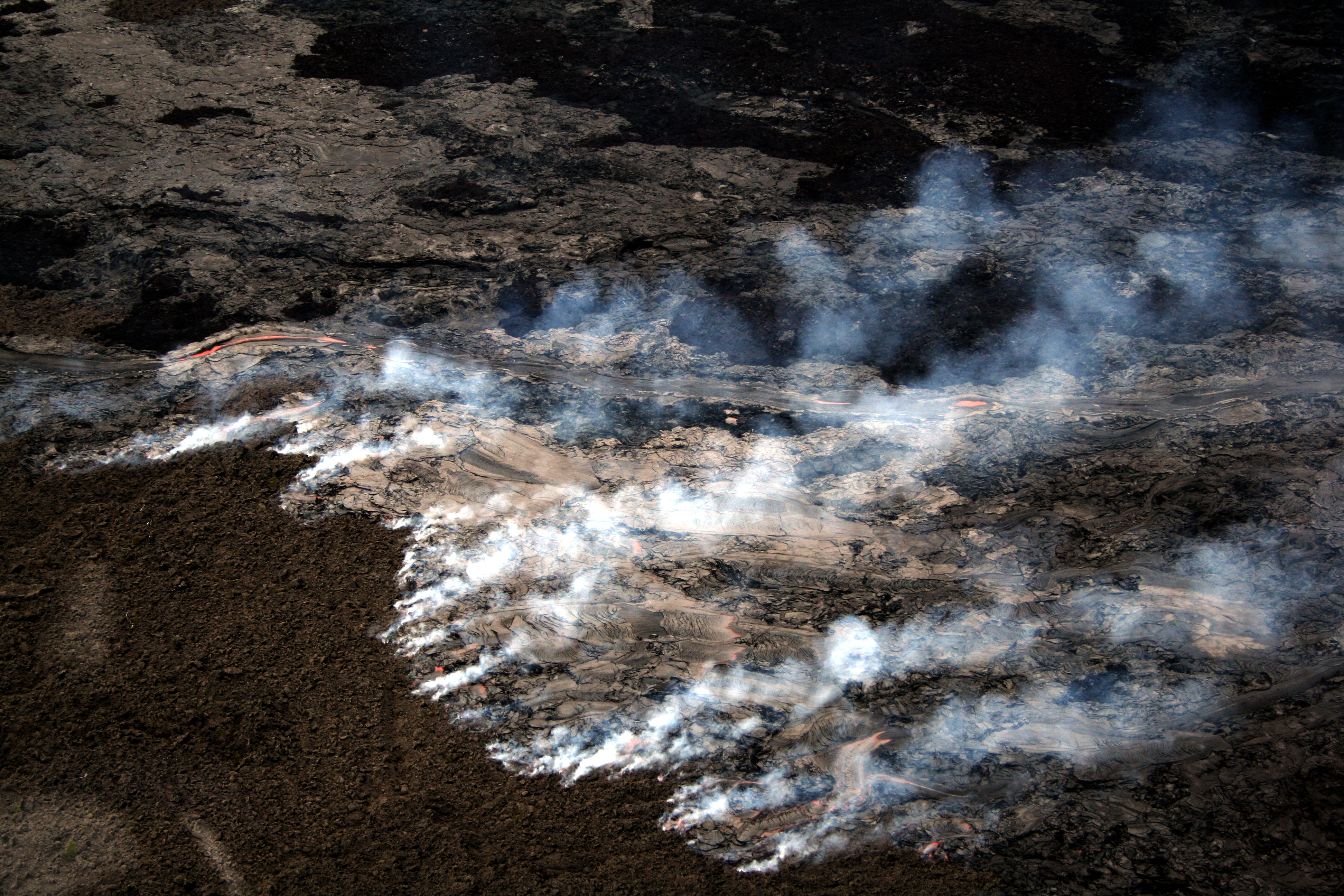
La coulée de lave sur la plaine côtière de Kīlauea, sur l'île d' Hawaï, a généré ce feu de forêt.

La protection de la vie humaine est la priorité des pompiers. Depuis 1995, arrivé sur une scène de feu, une équipe de pompiers établit des zones de sécurité et des voies d'évacuation, vérifie que la communication est en place et désigne des observatoire d'incendie (connus aux États-Unis sous l'acronyme LCES, pour « lookouts, communications, escape routes, safety zones »). Cela permet aux pompiers d'engager un feu avec des options de retrait, si la situation courante devient dangereuse. Bien que d'autres zones de sécurité sont désignées, les zones déjà brûlées constituent généralement un refuge sûr contre le feu, à condition qu'elles aient suffisamment refroidi, soient accessibles et aient brûlé suffisamment de combustibles pour ne pas se rallumer. Des séances d'information peuvent être organisées pour informer des dangers et d'autres informations pertinentes.
Une grande importance est accordée à la sécurité et à la prévention du piégeage (en anglais : entrapment), une situation où il est impossible de s'échapper du feu. Développées à la suite de l'incendie de Mann Gulch, deux protocoles de formation renforcent la prévention pour cette situation, « Ten Standard Firefighting Orders et Eighteen Situations That Shout Watch Out », qui avertit les pompiers de situations potentiellement dangereuses, . En dernier recours, de nombreux pompiers forestiers emportent un abri incendie (en) (en anglais : fire shelter) . Dans cette situation incontournable, l'abri offrira une protection limitée contre la chaleur radiante et convective, ainsi que contre l'air surchauffé. Le piégeage dans un abri incendie s'appelle un « burnover ». En Australie, les pompiers portent rarement des abris d'incendie (communément appelés abris « Shake 'N' Bake »); une formation est plutôt donnée pour localiser les abris naturels ou utiliser des outils manuels pour créer une protection; ou, dans le cas de « burnover » dans un camion-citerne ou autre appareil d'incendie, une formation sur le « fire overrun » est dispensée.
Des dangers au-delà du feu sont également identifiés. Un très petit échantillon d'entre eux comprend: les arbres instables/dangereux, les animaux, les câbles électriques, les munitions non explosées, les matières dangereuses, les débris roulants et tombants et la foudre.
La sécurité personnelle est également vitale pour la lutte contre les feux de friches. L'utilisation appropriée des équipements de protection individuelle (personal protective equipment, PPE) et de l'équipement de lutte contre l'incendie aidera à minimiser les accidents. Au minimum, les pompiers forestiers doivent avoir des vêtements ignifuges appropriés (tels que Nomex), un casque de protection, des bottes spécifiques à la lutte contre les feux, des gants, de l'eau pour l'hydratation, des abris d'incendie, une protection oculaire et une forme de communication (le plus souvent radio).

### Protection des ressources
Les autres ressources sont classées selon leur importance et/ou leur valeur. Celles-ci incluent, mais sans s'y limiter, la santé et la sécurité humaines, les coûts de construction, les impacts écologiques, les conséquences sociales et juridiques et les coûts de protection. La défendabilité est également prise en compte, car plus d'efforts devront être consacrés à la sauvegarde d'une maison avec un toit en bardeaux de bois, qu'une maison avec un toit en tuiles, par exemple .

## Organisation
Partout aux États-Unis, la suppression des feux de friche est administrée par des agences de gestion des terres, notamment le US Forest Service, le Bureau of Land Management, le US Fish and Wildlife Service, le National Park Service, le Bureau of Reclamation, l'Army Corps of Engineers et les state departments of forestry. Tous ces groupes contribuent au National Wildfire Coordinating Group et au National Interagency Fire Center.

### Centres d'expédition
Le National Interagency Fire Center héberge le National Interagency Coordination Center (NICC). La principale responsabilité du NICC est de positionner et de gérer les ressources nationales (Hotshot Crews, smokejumpers, avions-citernes, équipes de gestion des incidents, National Caterers, douches mobiles et répétiteurs de commande). NICC sert également de chambre de compensation pour le système de commande d'expédition. Dix Geographic Area Coordination Centers relèvent du NICC (Geographic Area Coordination Centers, GACC en Alaska, Great Basin, Northern Rockies, Rocky Mountains, Southern California, Northern California, Eastern, Southern et Southwest). Sous chaque GACC se trouvent plusieurs zones d'expédition.

## Gestion
La gestion d'un nombre illimité de ressources sur des zones de taille variable sur des terrains souvent très accidentés est extrêmement difficile. Un Incident commander est chargé du commandement général d'un incident. Aux États-Unis, l'Incident Command System (Incident commander (en)) le désigne comme le premier sur les lieux à condition qu'ils ait une formation suffisante. La taille de l'incendie, mesurée en acres ou en chaînes, ainsi que la complexité de l'incident et les menaces pour les zones développées, dicteront plus tard le niveau de classe d'IC requis. Les équipes de gestion des incidents (Incident management team (en)) aident sur les incidents d'incendie plus importants pour répondre aux priorités et objectifs plus complexes de l'incident commander. Il fournit du personnel de soutien pour gérer des tâches telles que la communication, la modélisation du comportement du feu et la cartographie et la photo-interprétation. Toujours aux États-Unis, la coordination de la gestion entre les incendies est principalement assurée par le National Interagency Fire Center (NIFC).
| A          | B            | C             | D               | E               | F                   | G     |
| 0-1/4 acre | 1/4-10 acres | 10 à 99 acres | 100 à 299 acres | 300 à 999 acres | 1 000 à 4 999 acres | 5000+ |

Des agences spécifiques et différentes équipes de gestion des incidents peuvent inclure un certain nombre de personnes différentes avec des responsabilités diverses et des titres différents. Un agent d'information sur les incendies (fire information officer, PIOF) fournit généralement des informations relatives aux incendies au public, par exemple. Les chefs de branche et les chefs de division, assurent respectivement la direction des branches et des divisions lorsque le besoin de ces divisions se fait sentir. Des enquêteurs peuvent être appelés pour déterminer la cause de l'incendie. Les agents de prévention tels que les gardes forestiers peuvent patrouiller dans leurs zones de juridiction pour enseigner la prévention des incendies (en) et empêcher préventivement que certains incendies d'origine humaine ne se produisent.

## Communication
Les informations sur les incendies peuvent être communiquées sous de nombreuses formes. Les radios, la voix, les signaux visuels tels que les balisages et les miroirs, les fiches d'informations (incident action plan, IAP) ou un plan d'action en cas d'incident, les sifflets et les terminaux informatiques mobiles à écran tactile en sont quelques exemples . Le USFS Visual Signal Code fournit des symboles utilisés pour communiquer du sol à l'air, tandis que les aéronefs peuvent utiliser l'inclinaison des ailes, le tir à moteur ou les cercles pour une communication air-sol.
Les communications radio sont très courante lors d'un incendie de forêt. Cela est dû à la large couverture fournie et à la capacité de communiquer dans un format à origine unique et destinataires multiples.

## Tactique
Aux États-Unis dans le cadre du fire use, les pompiers ne peuvent éteindre qu'un feu devenu incontrôlable. À l'inverse, des incendies ou des portions d'incendie qui ont déjà été combattus par les pompiers peuvent être traités comme des situations d'utilisation du feu et être laissés à brûler.
Toutes les activités d'extinction d'incendie sont basées sur un point d'ancrage (tel qu'un lac, un éboulement, une route ou tout autre coupe-feu naturel ou artificiel). À partir d'un point d'ancrage, les pompiers peuvent travailler pour contenir un feu de friche sans que le feu ne les déborde.
Les grands incendies deviennent souvent des campagnes prolongées. Des postes de commandement d'incident (PCI) et d'autres camps de pompiers temporaires sont construits pour fournir de la nourriture, des douches et du repos aux équipes de pompiers.
Les conditions météorologiques et l'état des combustibles sont des facteurs importants dans les décisions prises en cas d'incendie. Aux États-Unis, l'Energy release component (en) (ERC) est une échelle reliant le potentiel énergétique du combustible à la zone. L'indice d'expansion du feu (en) (Burning Index, BI) relie la longueur de la flamme à la vitesse de propagation du feu et à la température. L'indice de Haines (Haines Index, HI) mesure la stabilité et l'humidité de l'air au-dessus d'un feu. L'indice de sécheresse de Keetch-Byram relie les combustibles à la vitesse à laquelle ils pourraient s'enflammer et au pourcentage qu'ils devraient brûler. Le Lightning Activity Level (LAL) classe le potentiel de foudre en six catégories.
Les modèles de combustible sont des désignations de combustible spécifiques déterminées par le potentiel énergétique de combustion. Répartis en treize classes, ils vont de « short grass » (petites graminées-, modèle 1) à « logging slash » (résidus forestiers, modèle 13). Les modèles à faible nombre brûlent à des intensités inférieures à celles de l'extrémité supérieure.

### Attaque directe

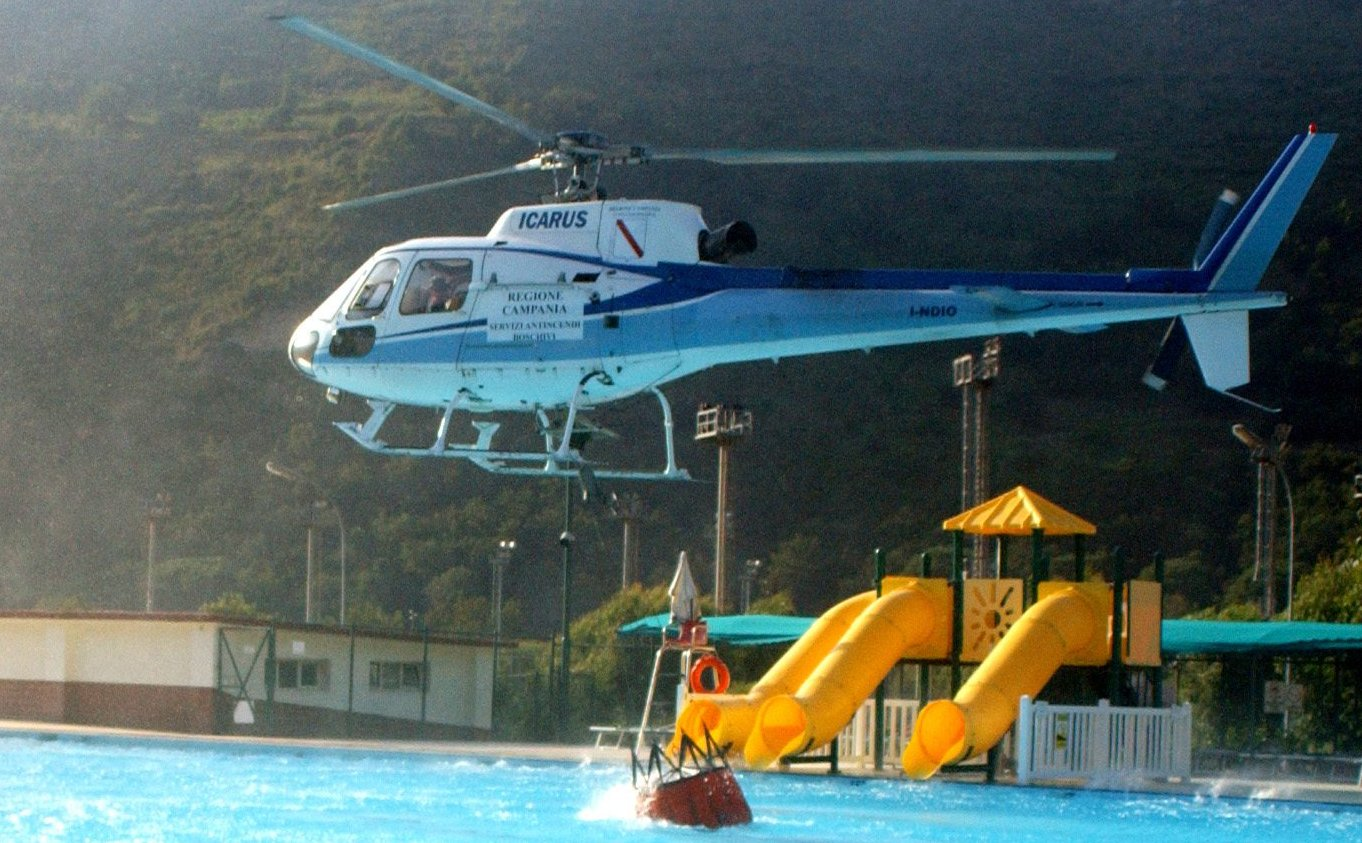
Un hélicoptère plonge son seau dans une piscine avant de laisser chuter l'eau sur un feu de forêt près de Naples, en Italie.

L'attaque directe consiste en tout traitement appliqué directement au combustible brûlant tel que, le mouiller, l'étouffer ou éteindre chimiquement le feu, ou séparer physiquement la combustion du combustible non brûlé. Cela comprend le travail des véhicules de pompiers urbains et forestiers, du personnel d'incendie et des aéronefs appliquant de l'eau ou un produit ignifuge directement sur le combustible en combustion. Pour la plupart des agences, l'objectif est de créer une ligne de feu autour de tout feu destiné à être supprimé.

### Attaque indirecte

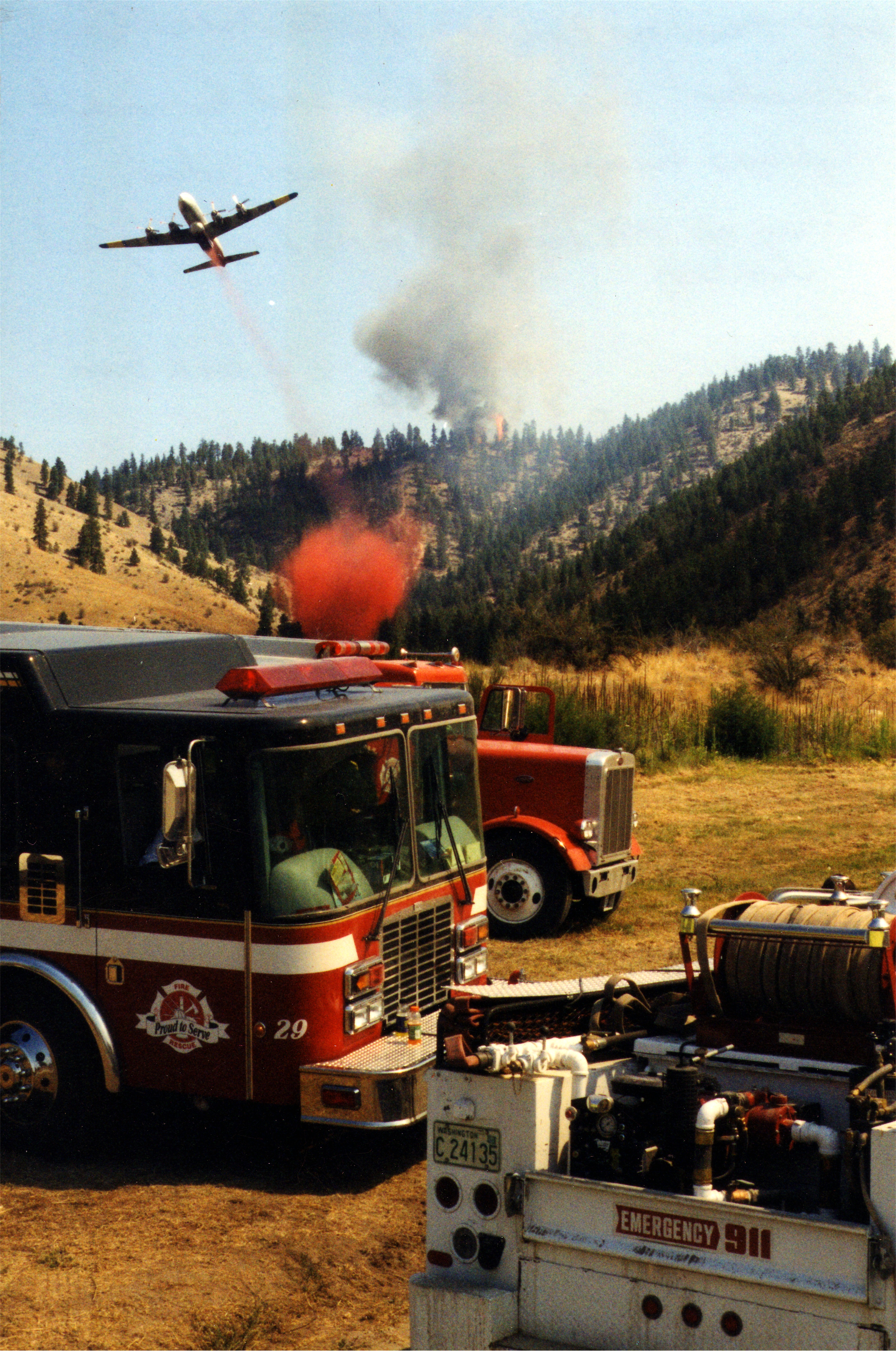
Sur cette image, des retardants, des pare-feu de bulldozer et des opérations de feu sont utilisées dans une attaque indirecte sur un grand feu près de Chelan, WA.

Les tactiques de suppression préparatoires utilisées à une certaine distance du feu, en sens inverse, sont considérées comme indirectes. Les lignes de feu peuvent également être construites de cette manière. La réduction des matières combustibles (fuel reduction), les lignes de feu indirectes, les feux de contingence (contingency firelines), la rétro-combustion (backburning) et le mouillage des combustibles non brûlés en sont des exemples. Cette méthode peut permettre une planification plus efficace. Cela peut permettre des lignes de feu mieux placées, dans des combustibles plus légers, en utilisant des barrières naturelles contre le feu, et des conditions de travail plus sûres pour les pompiers dans des zones moins remplies de fumée et plus froides. Cependant, cela peut également occasionner une plus grande superficie incendiée, des incendies plus importants et plus chauds, et la possibilité de perdre du temps à construire des lignes de feu inutilisées.
Les tentatives de contrôle des feux de friches peuvent également inclure le contrôle de la zone à laquelle ils peuvent se propager en créant des lignes d'arrêt : des limites qui ne contiennent aucun matériau combustible. Celles-ci peuvent être construites en enlevant physiquement des matériaux combustibles avec des outils et de l'équipement, ou certaines parties peuvent être naturelles. Des lignes peuvent également être créées au par retour de flamme (backfiring): création de petits feux de faible intensité au chalumeau (en) ou via des fusées éclairantes. Les incendies qui en résultent sont éteints par les pompiers ou, idéalement, dirigés de telle sorte qu'ils rencontrent le front d'incendie principal, point auquel les deux feux sont à court de matière inflammable et sont ainsi éteints. De plus, peuvent être utilisés, retardant long terme, émulseur, gel retardant (en) et gels polymères superabsorbants. Ces composés réduisent l'inflammabilité des matériaux, bloquant physiquement le feu ou déclenchant une réaction chimique qui arrête le feu.

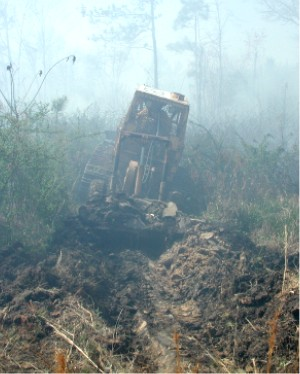
Labour d'une ligne de contrôle avant un incendie de forêt, Georgetown, Caroline du Sud.

Malheureusement, toute méthode peut échouer face à des vents irréguliers ou de forte intensité et à des conditions météorologiques changeantes. Les vents changeants peuvent entraîner un changement de direction des incendies et faire manquer les lignes de contrôle. Les vents de forte intensité peuvent provoquer des sauts ou des taches (contingency firelines) car les braises brûlantes sont transportées dans l'air au-dessus d'une ligne de feu. Les arbres en feu peuvent tomber et les matériaux en feu peuvent rouler sur la ligne, annulant efficacement la barrière.

### Nettoyage de terrain
La menace des feux de friches ne cesse pas après le passage des flammes, car les combustibles lourds qui couvent peuvent continuer à brûler inaperçus pendant des jours après le feu. C'est au cours de cette phase que la zone extérieure de feu, ou la zone de feu complète, est refroidie afin de ne pas rallumer un autre feu.

### Réhabilitation
Les lignes de feu construites, les bris, les zones de sécurité et d'autres articles peuvent endommager les systèmes de sol, encourageant l'érosion due au ruissellement de surface et à la formation de ravines. La perte de vie végétale due au feu contribue également à l'érosion. La construction de saignées (waterbars (en)), l'ajout de plantes et de débris aux sols exposés et d'autres mesures contribuent à réduire cela.

## Incendies à l'interface forêt-ville

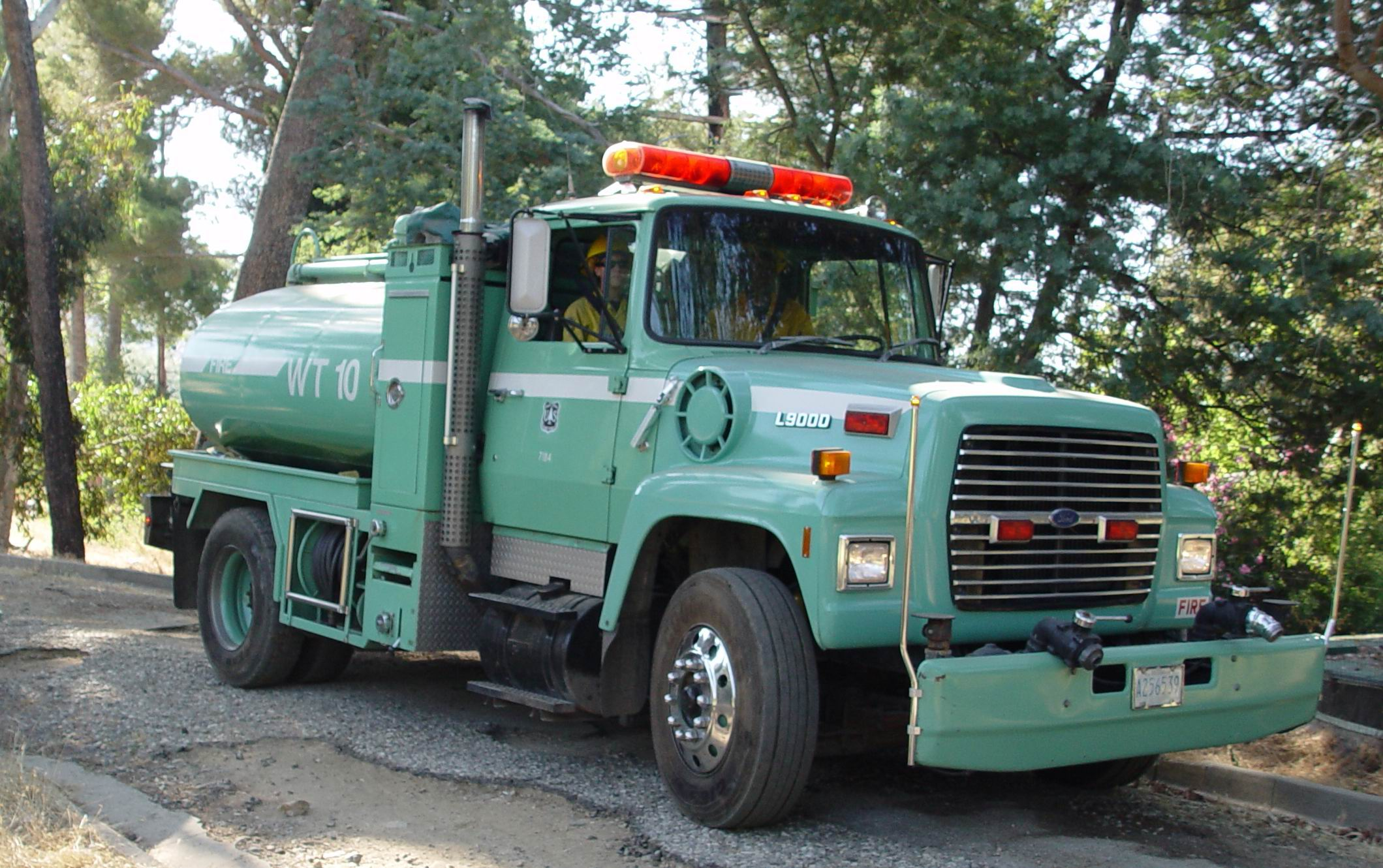
Autopompe Ford L du Service des forêts des États-Unis dans la Forêt nationale d'Angeles en Californie du Sud. Ce véhicule a un équipage de deux personnes.

Il existe trois catégories d'interface de feu: L'interface classique entre les terres naturelles et villes, existe là où un développement urbain et suburbain bien défini se heurte à des étendues ouvertes de zones naturelles; l'interface mixte forêt-ville est caractérisée par des maisons isolées, des subdivisions et de petites communautés situées principalement en milieu naturel; et l'interface nature/urbaine occlus existe là où des îles de végétation naturelles se trouvent à l'intérieur d'une zone largement urbanisée.
L'urbanisation expansive et d'autres activités humaines dans les zones adjacentes aux terres naturelles sont une des principales raisons des pertes structurelles catastrophiques subies par les feux de friches.[pas clair] Le développement continu des mesures de lutte contre les incendies à l’interface forêt-ville et la reconstruction des structures détruites par les incendies ont fait l'objet de critiques. Des communautés telles que Sydney et Melbourne en Australie ont été construites avec des combustibles forestiers hautement inflammables. La ville du Cap, en Afrique du Sud, se trouve à la lisière du parc national de la Montagne de la Table. Dans l'ouest des États-Unis, des années 1990 à 2007, plus de 8,5 millions de nouvelles maisons ont été construites à l'interface forêt-ville.
L'accumulation de combustible peut entraîner des incendies coûteux et dévastateurs, d'autant que davantage de nouvelles maisons et ranchs sont construits à côté des zones naturelles. Cependant, la croissance démographique dans ces zones marginales décourage l'utilisation des techniques actuelles de gestion du combustible. La fumée des incendies est un irritant et un polluant. Les tentatives de réduction de la charge de combustible peuvent se heurter à une opposition en raison de l'opportunité[pas clair] des zones boisées. Les objectifs relatifs aux terres naturelles peuvent davantage résister[pas clair] en raison de la protection des espèces menacées et de la préservation de l'habitat. L'avantage écologique du feu est souvent annulé par les avantages économiques de la protection des structures et des vies. De plus, les politiques fédérales qui couvrent les zones naturelles diffèrent généralement des politiques locales et étatiques qui régissent les terres urbaines.
En Amérique du Nord, la croyance en le fait que la suppression des incendies a considérablement réduit la superficie annuelle moyenne brûlée est largement partagée par les gestionnaires des ressources et est souvent considérée comme évidente. Cependant, cette croyance a fait l'objet d'un débat vocal[pas clair] dans la littérature scientifique .

## Matériel et personnel
La suppression des feux de friches nécessite un personnel et un équipement spécialisés; parmi les exemples notables, les smokejumpers (pompiers qui parachutent dans des régions éloignées) et le soutien par hélicoptère .

## Efficacité
Le succès des techniques de suppression des feux de friches est débattu au sein de la communauté scientifique. Un certain nombre d'études (réalisées au cours des années 1990) utilisant les registres des incendies du gouvernement de l'Ontario ont comparé le nombre d'incendies ou la taille moyenne des feux entre les zones avec et sans politiques d'extinction des incendies agressives,. Ils ont constaté que la taille moyenne des feux était généralement plus petite dans les zones de politique agressive. Un rapport, rédigé en 1998 par Stocks et Weber, déclarait que l'utilisation du feu comme outil de gestion, reconnaît le rôle naturel du feu et est judicieusement appliquée pour l'entretien et la restauration des écosystèmes dans des zones sélectionnées. Une étude ultérieure de 2005 a conclu que la suppression des incendies est (fonctionnellement) efficace dans la mesure où elle réduit la superficie brûlée.
D'autres études ont conclu que le changement du XXe siècle dans le cycle des feux est le résultat du changement climatique. Une étude réalisée en 1993 par Bergeron & Archambault montra que les changements climatiques post-« petit âge glaciaire » ont profondément diminué la fréquence des incendies dans la forêt boréale du nord-ouest du Québec». Les critiques ont également souligné que les petits incendies ne sont pratiquement pas signalés dans les zones dépourvues de politiques de lutte contre les incendies agressives, où la détection repose souvent sur des rapports de colonies ou d'avions commerciaux, ce qui conduit à des données de taille moyenne incorrectes pour ces régions.